# مرده (داستان)
مرده (به انگلیسی: The Dead)داستان کوتاه و علمی تخیلی اثر مایکل شوانویک منتشر شده در ۱۹۹۶ است. این کتاب در ۱۹۹۷ برای دریافت جایزهٔ هوگو برای بهترین داستان کوتاه و در ۱۹۹۸ برای دریافت جایزهٔ نبولا برای بهترین داستان کوتاه نامزد شده بود.

## طرح داستان
داستان دربارهٔ مردی به نام دونالد است که می‌تواند مرده‌ها را به شکل زامبی دوباره زنده کند. شرکتی تازه تأسیس قصد در به خدمت گرفتن دونالد دارد تا بتواند زامبی‌ها را به قیمتی کم به عنوان نیروی کار ارزان بفروشد. ولی دونالد مطمئن نیست که این فکر خوبی باشد. برای همین دلیل شرکت مأموری را برای متقاعد کردن دونالد می‌فرستد که معشوقه قدیمی دونالد نیز هست. همان‌طور که ان‌ها در حال گشتن در دوره شهر هستند. دونالد شروع به دیدن نتایج نیروی کاری کاملاً از زامبی‌ها می‌کند.